# Helicopsyche typica
Helicopsyche typica là một loài Trichoptera hóa thạch trong họ Helicopsychidae.